# Тукан гірський
Тукан гірський (Ramphastos brevis) — вид дятлоподібних птахів родини туканових (Ramphastidae).

## Поширення
Вид поширений на заході Колумбії та Еквадору. Мешкає у вологих тропічних лісах регіону Чоко.

## Опис
Тукан завдовжки від 46 до 48 см і важить від 365 до 482 г. Його оперення переважно чорне, з білим, кремовим або жовтим нагрудником і білою основою хвоста у верхній частині та червоною в нижній частині. Шкіра навколо очей зеленувато-жовта або оливково-зелена; райдужна оболонка зеленого кольору. Дзьоб має кремово-жовту верхню частину і нижню чорнувату частину.

## Спосіб життя
Живе під пологом лісу. Гніздиться в дуплах або на гілках дерев. Харчується плодами, безхребетними, а також яйцями і пташенятами. Самиця відкладає від 3 до 4 білих яєць, які інкубує протягом 16 днів. Пташенята залишаються з батьками 45-50 днів.